# Battle royale (genre)
Battle royale is een multiplayer-computerspelgenre. Battle royale is een subgenre van survivalspellen waarin een groot aantal spelers tegen elkaar strijd leveren om de laatste overlevende te zijn. De naam van het genre is afgeleid van de film Battle Royale uit 2000.
Het genre verwierf in het begin van de jaren 10 populariteit door mods voor Minecraft en ARMA 2. Rond 2017 kwamen spellen als The Culling en H1Z1: King of the Kill uit, die als volledig losstaande spellen verkocht werden. In 2017 verkreeg het genre mainstreampopulariteit toen PlayerUnknown's Battlegrounds uitkwam; van het spel waren binnen een jaar meer dan 30 miljoen exemplaren verkocht. In september 2017 werd de battle-royalemodus van Fortnite uitgebracht, dat nog succesvoller in spelersaantallen werd dan PlayerUnknown's Battlegrounds.
In 2018 zijn battle-royalemodi toegevoegd aan Call of Duty: Black Ops 4 en Battlefield V, die beide in oktober 2018 zijn uitgekomen.
In juni 2019 bracht ook Fallout 76 de game mode battle royale uit onder de naam Nuclear Winter.
In oktober 2019 bracht Activision Call of Duty: Mobile uit op Android en iOS, een game met Battle Royale.

## Bekende games
- Apex Legends
- Battlefield V
- Call of Duty: Warzone
- Fortnite
- Z1 Battle Royale
- PlayerUnknown's Battlegrounds
- Realm Royale